# Nobina Danmark
Nobina A/S, tidligere Nobina Danmark A/S, er et datterselskab til den svenske buskoncern Nobina AB. Selskabet har hovedkontor i Glostrup, København.

## Historie
Selskabet blev grundlagt i 2006 som Concordia Bus Denmark A/S, men skiftede sammen med resten af koncernen navn til Nobina i 2009.  Siden 2008 har selskabet været operatør på flere rutebusser i først Nordsjælland og siden enkelte ruter i Jylland, herunder bybusserne i Randers fra 2010 - 2020.
Fra sommeren 2020 bliver Nobina ny busoperatør på bybusserne i Vejle.